# Okinawaral
De okinawaral (Hypotaenidia okinawae synoniem: Gallirallus okinawae) is een vogel uit de familie Rallidae (Rallen). Het is een bedreigde, endemische vogelsoort op het eiland Okinawa (zuidelijke Riukiu-eilanden, Japan). De soort werd in 1981 voor het eerst als Rallus okinawae door de Japanse vogelkundigen Yoshimaro Yamashina en Takahiro Mano geldig beschreven.

## Kenmerken
De vogel is 30 cm lang. Het is een middelgrote ral die nauwelijks kan vliegen. De vogel heeft een kort staartje en forse poten. Van boven donker, olijfbruin gekleurd. Het "gezicht" is zwart met een witte, horizontale streep die loopt onder het oog naar achter. De borst en buik zijn zwart met fijne, lichte strepen. De snavel en de poten zijn rood. De vogel maakt karakteristieke geluiden.

## Verspreiding en leefgebied
Deze soort komt voor in het dun bevolkte noordelijk deel van het eiland Okinawa. Het leefgebied bestaat uit subtropisch bos met een dichte ondergroei in de buurt van beken, poelen of plassen, maar ook wel in agrarisch gebied, mits er bos in de buurt is. De vogel foerageert op de bosbodem op ongewervelde dieren en hagedissen. Het nest wordt ook op de grond gemaakt.

## Status

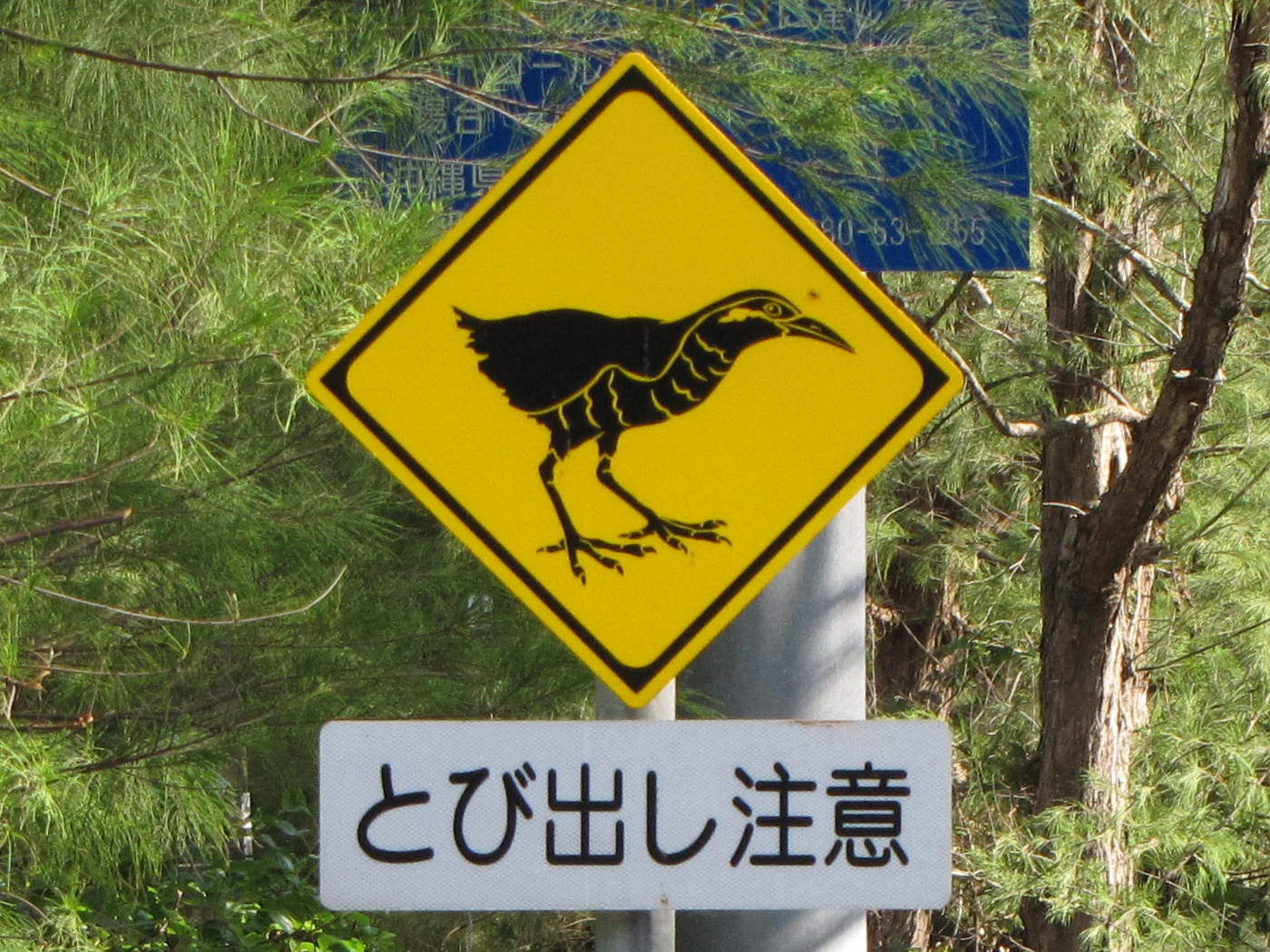
Waarschuwingsbord voor overstekende okinawarallen; 70% van 22 dood gevonden rallen tussen 1998 en 2003, was een verkeersslachtoffer.

De okinawaral heeft een beperkt verspreidingsgebied en daardoor is de kans op uitsterven aanwezig. De grootte van de populatie werd in 2006 door BirdLife International geschat op ongeveer 480 volwassen individuen. Het schijnt dat de populatie-aantallen na een periode van afname, nu constant zijn. Deze afname kwam door habitatverlies, vooral door ontbossing, verder door de aanleg van golfbanen en wegen en bovendien door predatie door uitheemse roofdieren zoals  de Indische mangoeste. Om deze redenen staat deze soort als bedreigd op de Rode Lijst van de IUCN.